# Піві-малюк
Пі́ві-малю́к (Empidonax) — рід горобцеподібних птахів родини тиранових (Tyrannidae). Представники цього роду мешкають в Америці.

## Опис
Піві-малюки — це дрібні комахоїдні птахи, середня довжина яких становить 11,5-17 см, а вага 7,7-16,4 г. Верхня частина тіла у них зазвичай коричнева або оливкова, а забарвлення нижньої частини тіла варіюється від білуватого і світло-сіруватого до жовтуватого і світло-оливкового. Навколо очей у них є світлі кільця, на крилах білуваті або охристі смужки. Наприкінці весни або на початку літа піві-малюки линяють, в них з'являютьмя молоде оперення.
Піві-малюки гніздяться в Північній Америці, від Аляски і Канади до Панами. Взимку багато видів мігрують на південь, причому три види мігрують до Південної Америки.

## Таксономія і систематика
Молекулярно-генетичне дослідження, проведене Телло та іншими в 2009 році дозволило дослідникам краще зрозуміти філогенію родини тиранових. Згідно із запропонованою ними класифікацією, рід Піві-малюк (Empidonax) належить до родини тиранових (Tyrannidae), підродини Віюдитиних (Fluvicolinae) і триби Півієвих (Contopini). До цієї триби систематики відносять також роди Річковий пітайо (Ochthornis), Бурий москверо (Cnemotriccus), Бронзовий москверо (Lathrotriccus), Москверо (Aphanotriccus), Монудо (Mitrephanes), Піві (Contopus), Феб (Sayornis) і Москверо-чубань (Xenotriccus).

## Види
Виділяють п'ятнадцять видів:
- Піві-малюк жовточеревий (Empidonax flaviventris)
- Піві-малюк оливковий (Empidonax virescens)
- Піві-малюк вербовий (Empidonax traillii)
- Піві-малюк вільховий (Empidonax alnorum)
- Піві-малюк світлогорлий (Empidonax albigularis)
- Піві-малюк сизий (Empidonax minimus)
- Піві-малюк ялиновий (Empidonax hammondii)
- Піві-малюк чагарниковий (Empidonax oberholseri)
- Піві-малюк сірий (Empidonax wrightii)
- Піві-малюк сосновий (Empidonax affinis)
- Піві-малюк західний (Empidonax difficilis)
- Піві-малюк кордильєрський (Empidonax occidentalis)
- Піві-малюк золотистий (Empidonax flavescens)
- Піві-малюк вохристий (Empidonax fulvifrons)
- Піві-малюк чорноголовий (Empidonax atriceps)

## Етимологія
Наукова назва роду Empidonax походить від сполучення слів дав.-гр. εμπις — комар, москіт і αναξ — пан.